# Wolfgang Weinreich (Fußballspieler)
Wolfgang Weinreich (* 25. Mai 1937) ist ein ehemaliger deutscher Fußballspieler in Dresden. Von 1958 bis 1962 spielte er in der DDR-Oberliga, der höchsten Liga im DDR-Fußball.

## Sportliche Laufbahn
Vom viertklassigen Bezirksligisten Betriebssportgemeinschaft (BSG) Tabak Dresden kam der 20-jährige Wolfgang Weinreich in der Saison 1958 (Kalenderjahr-Spielzeit) zum DDR-Oberligisten SC Einheit Dresden. Am 20. Spieltag bestritt er als Einwechselspieler seinen ersten Oberligaeinsatz, danach wurde er in den restlichen sechs Oberligapartien stets über die volle Spieldauer als Stürmer eingesetzt. Dabei erzielte er seine ersten drei Oberligatore. Nachdem Weinrich 1959 mit nur zehn Einsätzen in den 26 Punktspielen nur Ersatzspieler war, allerdings mit erneut drei Toren, schaffte er es in der Saison 1960 endgültig zum Stammspieler. Diesen Status behielt er auch in den folgenden Spielzeiten. Als der SC Einheit Dresden nach der Spielzeit 1961/62 (Rückkehr zum Sommer-Frühjahr-Spielrhythmus) aus der Oberliga absteigen musste, hatte Weinreich 63 Erstligaspiele absolviert, war in jeder Saison unter den Torschützen und war auf zehn Treffer gekommen. Zuletzt war er vom Stürmer zum Mittelfeldspieler umfunktioniert worden. Es folgten drei Spielzeiten in der zweitklassigen DDR-Liga, in der Weinrich von 86 ausgetragenen Punktspielen 80 Begegnungen bestritt. In der Hinrunde 1965/66 bestritt er alle 15 Ligaspiele für den SC Einheit, ehe dessen Fußballsektion zur neu gegründeten FSV Lokomotive Dresden wechselte. Damit hatte Weirich für den SC Einheit insgesamt 158 Punktspiele in Oberliga und DDR-Liga absolviert. 
Für die FSV Lok bestritt Wolfgang Weinreich von 1966 bis 1970 127 von 135 DDR-Liga-Spielen, erzielte dabei aber keine Tore. In der Regel wurde er als zentraler Abwehrspieler eingesetzt. Als 33-Jähriger beendete Weinrich 1970 seine Laufbahn als Fußballspieler im höheren Ligenbereich.